# Hollandsche Rading vasútállomás
Hollandsche Rading vasútállomás vasútállomás Hollandiában, De Bilt városában.

## Vasútvonalak
Az állomást az alábbi vasútvonalak érintik:
- Hilversum–Lunetten-vasútvonal

## Kapcsolódó állomások
A vasútállomáshoz az alábbi állomások vannak a legközelebb:
- Hilversum Sportpark vasútállomás
- Utrecht Overvecht vasútállomás